# Orectognathus clarki
Orectognathus clarki é uma espécie de formiga do gênero Orectognathus, pertencente à subfamília Myrmicinae.